# AMRO Bank

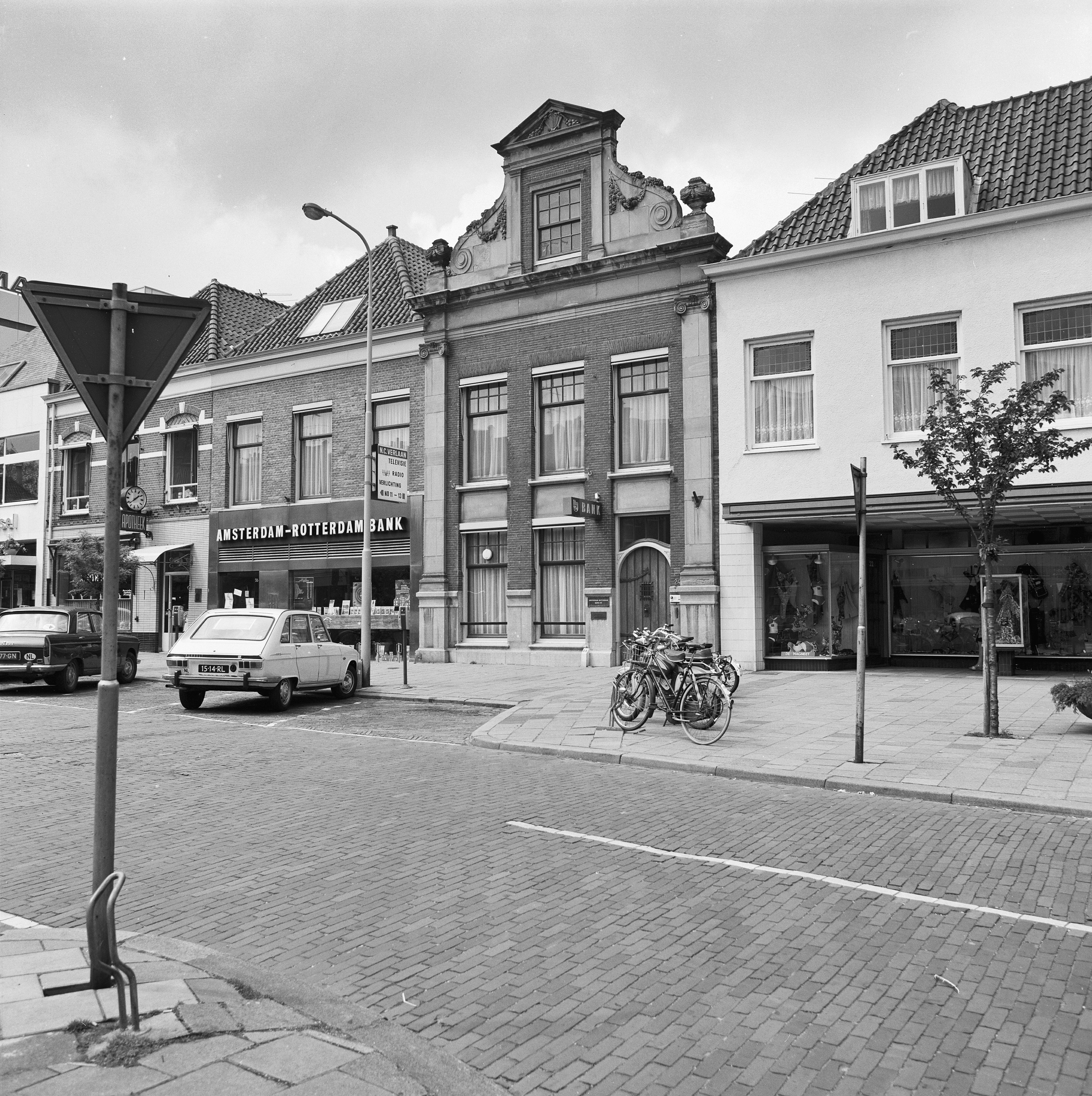
Filiaal van de Amsterdam Rotterdam Bank in 1973

AMRO Bank was een Nederlandse bank.

## Geschiedenis
AMRO Bank ontstond in 1964 uit de fusie van de Amsterdamsche Bank en de Rotterdamsche Bank. In eerste instantie werd de AMRO Bank als holding opgericht, en bleven beide fusiepartners zelfstandig opereren, maar de formele integratie van de activiteiten vond al per 1 januari 1965 plaats. Medio jaren zeventig werd het bankgebouw aan de Coolsingel in Rotterdam de hoofdvestiging van de AMRO Bank.
De fusieplannen waren al voor de Tweede Wereldoorlog gesmeed, maar anticiperend op Nederlandse betrokkenheid in deze oorlog hadden partijen besloten de plannen in de ijskast te zetten.
Het beeldmerk van de nieuwe bank was samengesteld uit de letters AMRO. Het had de vorm van een wapenschild, maar ook van een hand met opgestoken duim.
De AMRO Bank ging direct na oprichting aan de slag in de markt voor middellange termijn kredieten, en richtte hiervoor bedrijfsonderdelen op als Nationale Bank voor Middellang Krediet. Ook de financiering van bedrijfsmiddelen kreeg aandacht, met bedrijven als Mahuko (Maatschappij voor Huurkoop) en Amstel Lease. Financiering van debiteurenrisico's (factoring) werd ondergebracht in International Factors Nederland B.V. het oudste bevoorschottingsbedrijf van Nederland.
In de jaren 60 en 70 zag de AMRO Bank, net als de andere bankbedrijven, de groei in retail banking. De positie in wholesale banking werd versterkt door overname van Pierson, Heldring & Pierson (PHP) in 1975. PHP zou zelfstandig en onder eigen naam blijven opereren; zusterbank "Bank Vlaer & Kol" uit Utrecht zou haar naam verliezen (sinds 1691) en volledig opgaan in de AMRO Bank.   
In 1969 stond AMRO Bank aan de wieg van de Banque Européenne de Crédit à Moyen Terme, een platform voor internationale bankrelaties.
Met het vizier op de Europese eenwording maakten AMRO Bank en de Belgische Generale Bank verstrekkende samenwerkingsplannen bekend, die ten doel hadden te komen tot een internationale bank op Europees niveau. Deze ambitie bleek te hoog gegrepen, er waren nog te veel obstakels op de weg. 
Toen de Nederlandse regering ontspanning aankondigde op het gebied van fusiemogelijkheden voor financiële instellingen, grepen ABN Bank en AMRO Bank de kans. De fusie kwam op 24 augustus 1990 tot stand door omwisseling van de aandelen van beide banken in aandelen van de inmiddels opgerichte ABN AMRO Holding N.V. Het nieuwe bedrijf ging opereren onder de naam ABN AMRO Bank N.V.